# Harold Machin
Harold Arthur Clement Machin (9 mai 1875 - 13 octobre 1931) est un avocat, vétéran, prospecteur et homme politique canadien. Il est député du Parti progressiste-conservateur de l'Ontario de la circonscription de Kenora (en) à l' Assemblée législative de l'Ontario de 1908 à 1919. Il est également membre canadien du Ku Klux Klan.

## Biographie
Harold Machin naît à Rochester, New York, le 9 mai 1875. Il est le fils du Charles John Machin, révérend, et d'Emma Mary Louisa Biddlecombe. Il est pensionnaire dans un collège à Beaconsfield, en Angleterre, puis poursuit des études de droit à L'Osgoode Hall Law School.  
Pendant la Seconde guerre de Boers, il sert au sein du 1er contingent canadien en Afrique du Sud. De 1901 à 1905, il sert dans la gendarmerie sud-africaine, dans la colonie d'Orange river. 

Harold Machin épouse le 11 décembre 1902, à l'église anglaise de Kalk Bay, dans la colonie du Cape (Afrique du Sud), Ida Florence Knight. Elle est la fille de William Knight, originaire de Horner Grange, Sydenham. Le couple s'installe au Canada en 1905. Ils ont deux filles, Ida (née en 1903) et Barbara (née en 1914).

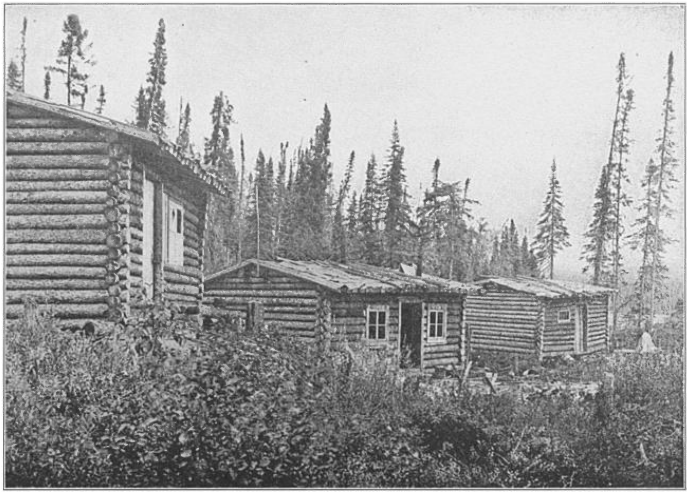
Campement de prospecteur du capitaine Machin. Petite décharge du lac Chibougamau, 1910.

La famille de son épouse, Ida, est très active dans le domaine minier sud-africain.En 1906 et 1907, Harold Machin se lance dans la prospection minière. Il entreprend ses travaux aux bords du lac aux Dorés, dans la région du lac Chibougamau. Il y découvre le gisement de la future mine Copper Rand. Il est également président de la Kenora Mines Limited et il a possède des concessions minières dans le district du Lac des Bois.
En juin 1908, il est élu député conservateur de la circonscription de Kenora, à l'Assemblée législative de l'Ontario. Il est réélu dans cette circonscription en décembre 1911 et en juin 1914, toujours pour le parti Conservateur ontarien. Il est défait lors des élections provinciales de 1919. 
Au cours de la Première Guerre mondiale, il obtient le grade de lieutenant-colonel. En 1916, il commande brièvement le 94e Bataillon canadien, est transféré au 32e Bataillon de réserve, puis est transféré au service de la paie. Harold Machin est nommé commandant du 1er Bataillon de travail canadien et est déployé en France en janvier 1917. Il revient au Canada en septembre suivant pour superviser l'application de la Loi sur le service militaire. En 1918, il devient directeur de la branche des services militaires du ministère canadien de la Justice.
Il est un farouche opposant à la Loi sur la tempérance de l'Ontario, du premier ministre conservateur William Howard Hearst. Il est membre de la Citizen's Liberty League, formée en 1919, qui s'oppose à la prohibition en Ontario. Après son départ du Parti conservateur ontarien, il se présente comme indépendant aux élections ontariennes de 1919. Il est battu par le candidat travailliste Peter Heenan.
En 1925, Harold Machin est membre du Ku Klux Klan à Toronto. Cette même année, il tente de fonder une nouvelle branche du Klan à Winnipeg, sans succès. Il transfère alors ses activités à Kenora. 
Harold Arthur Clement Machin meurt le 13 octobre 1931, dans sa résidence d'été de Shoal Lake, au Manitoba.

## Toponymie
La baie Machin sur le lac Chibougamau, à Chibougamau (Nord-du-Québec) sont nommés en son honneur. Le canton de Machin, dans le district de Kenora, a été nommé en son honneur.